# SN 2002iq
SN 2002iq – supernowa typu II odkryta 30 października 2002 roku w galaktyce A223207+0054. W momencie odkrycia miała maksymalną jasność 21,60m.